# Randy Hedberg
Randolph R. Hedberg (27 dicembre 1954) è un ex giocatore di football americano statunitense che ha giocato nel ruolo di quarterback nella National Football League (NFL). Al college giocò a football alla Southern Illinois University.

## Carriera professionistica
Hedberg giocò nel 1977 con i Tampa Bay Buccaneers dove ruotò come quarterback titolare con Gary Huff e Jeb Blount. La sua stagione si concluse con 7 presenze, di cui 4 come titolare, passando 244 yard e subendo 7 intercetti. In seguito fu l'allenatore nel college football dei Minot State Beavers e dei St. Cloud State Huskies, con un bilancio complessivo di 94-72-2.

## Statistiche
| Yard passate  | 522  |
| Touchdown     | 0    |
| Intercetti    | 7    |
| Passer rating | 28,4 |